# Municipalitatea Didymoteicho
Municipalitata Didymoteicho este o municipalitate din regiunea Macedoniei de Est și Tracia care a fost înființată în 2011 prin programul Kallikrates din fuziunea municipalităților preexistente Didymoteicho și Metaxades. Suprafața municipiului este de 565,4 kmp iar populația sa permanentă este de 16.060 de locuitori conform recensământului din 2021.  Sediul său este orașul Didymoteicho .

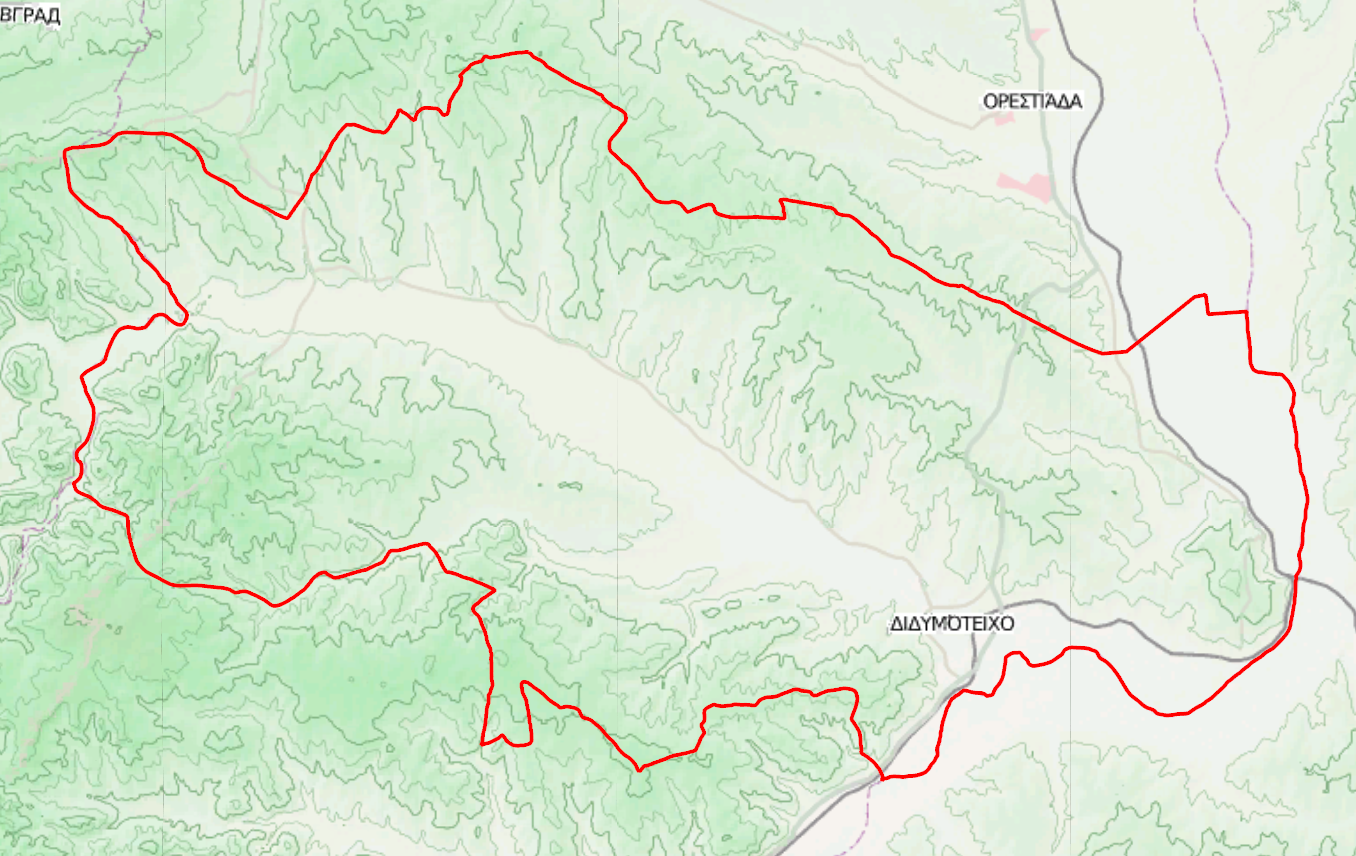
Harta topografică a municipalității Didymoteicho